# Men Rodríguez de Sanabria
Men Rodríguez de Sanabria fue un noble leonés que se mantuvo fiel al Rey Pedro I a lo largo de los conflictos civiles que sacudieron la convulsa Corona de Castilla durante el siglo XIV.

## Orígenes
Varios autores, entre ellos el Padre Mariana, en su monumental Historia General de España lo consideran gallego, lo que se corrobora con el hecho de que  Men Rodríguez era natural de la tierra vecina de Sanabria. En efecto, en junio de 1367, el Rey Pedro I le dio a uno de sus caballeros, Fernando de Castro, la villa de Cedeira (en la actual provincia de La Coruña), a cambio de quitarle la villa de la Puebla de Sanabria, que el Rey entregó a Men Rodríguez de Sanabria, natural de ese lugar.

## Linaje
Según Cesáreo Fernández Duro, el ilustre historiador zamorano de la segunda mitad del XIX, Men era hijo de una familia bien posicionada en la Corte castellanoleonesa; su abuelo había sido Fernán García de Sanabria, mayordomo de Fernando IV, y Ayo del Infante D. Felipe, mientras que su padre fue Pedro Suárez de Sanabria. 

## Descendientes
Tampoco es demasiado lo que conocemos sobre la familia de Men, y tampoco está claro que lo que los cronistas nos cuentan sea del todo verídico, porque las fuentes son dispares y, en general, contradictorias. Así, según escribió Juan de Rivarola en 1736, Men se casó con Mayor Fernández de Viedma, que era hermana de Álvaro Pérez de Viedma, obispo primero de Mondoñedo y posteriormente de Orense, de la que tuvo al menos dos hijas: Urraca de Sanabria, que casó con Lope López de Lemos, y Beatriz de Sanabria, que casó con su sobrino, el primogénito de Urraca, Alonso López de Lemos. Según Fernández Duro, Men tuvo al menos otros dos hijos. Una hermana, de la que no conocemos el nombre, que casó con Fernández Rodríguez Pecha, que sirvió igualmente al rey Pedro y que mantuvo la lucha en Galicia y luego huyó a Portugal, y Gonzalo, que se crio en la salmantina villa de Ledesma y que de allí cogió el apellido, según Fernández Duro para no ser identificado con su padre y evitar así la dura represión a la que Enrique de Trastámara sometió a los petristas.

## Cargos y Dominios
Men, además de Mayordomo mayor del Rey Pedro, fue en vida Señor de Los Alares, Mesenanda, Oimbra, Tuy, la Puebla de Sanabria, Quiroga y Losada.

## Su actuación pública
Gran parte de las noticias que tenemos acerca de la vida de Men Rodríguez están sacadas de la Crónica de Pedro I, del canciller Pero López de Ayala, recogida en su monumental Historia de los reyes de Castilla.

## Su papel durante la vida del rey
Más allá de su presencia acompañando al bastardo Enrique en su huida hacia Asturias, la primera presencia relevante de Men Rodríguez tiene lugar en el mes de marzo del año 1366, cuando Enrique, apoyado por Aragón, entra en el Reino y en la localidad castellana de Calahorra es proclamado rey de Castilla y de León. 
En apenas un mes Enrique, que paga bien a aquellos que abandonan a su hermanastro, domina casi todo el reino. Ante esta situación, Pedro, el rey legítimo, se refugia en Galicia, la parte del reino que junto con las tierras limítrofes del reino de León aún controla y allí convoca, en junio de 1366, a los caballeros que le son fieles, entre los que se encuentra Men Rodríguez de Sanabria. Reunidos en el castillo de Monterrey, en Verín, debaten la estrategia a llevar a cabo y, aunque surge la posibilidad de salir al encuentro del Rey usurpador con un ejército formado por nobles gallegos, para auxiliar a las leales ciudades de Astorga y Zamora, finalmente el Rey opta por embarcar en La Coruña para la localidad francesa de Bayona, en aquel momento ocupada por sus aliados ingleses. 
Men Rodríguez acompaña a su Rey hasta la localidad vasco-francesa y allí son recibidos por el Príncipe Negro, a la sazón el príncipe Eduardo de Woodstock (Señor de Aquitania e hijo de Eduardo III de Inglaterra). 
En septiembre de 1366 Pedro firma el Tratado de Libourne con Eduardo y con el Rey Carlos de Navarra por el que promete a ambos generosas recompensas a cambio de su ayuda para recuperar el trono castellano. A comienzos de 1367 las tropas entran en Castilla por Navarra y el tres de abril de ese mismo año ambos ejércitos se enfrentan en la localidad castellana de Nájera; la batalla se salda con una aplastante victoria de los ejércitos del Rey legítimo gracias, sobre todo, a la terrorífica eficiencia de los arqueros ingleses que el Príncipe Negro ha aportado a la lucha. 
Enrique huye a Francia a través de Aragón y Pedro I inicia una dura represión contra sus adversarios, negándose a cumplir, además, lo pactado con el Príncipe Negro (al que había prometido, entre otras cosas, una fastuosa cantidad de dinero, así como el castellano señorío de Vizcaya). Ante esta situación, las tropas inglesas que dan soporte al Rey abandonan a Pedro I en tanto que el monarca navarro, también decepcionado ante la falta de pago del castellano, vuelve a su reino, dejando al Rey legítimo en su trono pero sin apenas ejército que lo defienda.

## Su papel en la muerte del rey
Viendo su oportunidad, su hermanastro Enrique entra de nuevo en Castilla y poco a poco va conquistando ciudades en las que únicamente se mantienen fieles al petrismo las juderías y los castillos, como ocurre en Burgos. Viendo que puede terminar con la guerra, Enrique pacta con Francia, quien le envía al caballero Bertrand Duguesclin para que le ayude a ganar la contienda. 
Pedro abandona Toledo, uno de sus baluartes, y se refugia en el sur, perseguido por las tropas del bastardo y por sus aliados franceses. El Rey está cada vez más solo. Sus antiguos aliados ingleses no se fían de él y sólo unos pocos nobles, entre los que está Men Rodríguez, lo acompañan en su viaje. El Rey recala en Montiel y el 14 de marzo de 1369 tiene lugar una batalla claramente ganada por las fuerzas del bastardo. 
Pocos días después, la noche del 22 al 23 de marzo tiene lugar el desenlace: Men entra en contactos con DuGuesclin, a quien conocía de antiguo, y le ofrece dinero y varios territorios (entre otros, las villas de Soria y Almazán) a cambio de ayudar a su señor el Rey Pedro a escapar del asedio al que lo tiene sometido su hermano desde la batalla celebrada la semana anterior. El francés finge aceptar el trato y la noche del 22 de marzo lo cita en su tienda con la excusa de ayudarle a escapar. Allí se presenta el Rey, acompañado, entre otros, de Men Rodríguez, de Fernando de Castro y de Fernando Alfonso de Valencia. Atraído por el francés, el Rey acude a su tienda, y allí se encuentra, es una trampa, con su hermanastro Enrique; tras unos instantes de vacilación —los dos hermanastros no se reconocían, puesto que hacía años que no se encontraban— Enrique ataca a Pedro con un cuchillo en la cara y luego lo remata con varias puñaladas en el suelo.

## Su papel tras la muerte del rey
Tras la muerte del Rey en Montiel, Men Rodríguez y Suero Yánez de Parada, logran escapar de las manos del bastardo Enrique de Trastámara y huyen a Galicia. Al estallar la primera guerra fernandina al reclamar Fernando I de Portugal la Corona, varios nobles apoyan al monarca portugués, entre los que se cuenta Men Rodríguez, quien aporta ochenta escuderos en la campaña que se inicia. La guerra acaba con la batalla del Puerto de los Bueyes, cerca de Lugo en marzo de 1371; la derrota de Fernando de Castro supone la caída del último reducto petrista en el reino de Castilla, derrota a la que sigue la firma del Tratado de Alcoutim. 
Al estallar poco después la Segunda Guerra Fernandina, Fernando Alfonso de Valencia y Men Rodríguez de Sanabria invaden Galicia desde el norte de Portugal con el objeto de atacar al monarca castellano por el noroeste de su reino. De nuevo, las plazas fronterizas volvieron a ponerse del lado de los legitimistas y Men Rodríguez de Sanabria, junto con Juan Alfonso de Zamora, consiguieron el control temporal de la tierra de Valdeorras y Verín, así como del valle del río Támega, en el límite entre Portugal, León y Galicia, cerrando así los accesos desde León hacia el sur de Galicia. Sin embargo, la superioridad de Enrique es incontestable y los petristas vuelven a ser vencidos: Enrique invade de nuevo Portugal en diciembre de 1372 y, a las puertas de Lisboa, impone la firma del Tratado de Santarem en la primavera del año siguiente.

## Sus últimos años
El mencionado Tratado de Santarem supone el final del petrismo y de la resistencia legitimista en Portugal. El rey castellano impone al soberano portugués, además de la expulsión de los petristas de Portugal, un sistema de alianzas matrimoniales entre las dos familias. Ello supone una auténtica diáspora de los exiliados, lo que supondría su final como grupo de presión con aspiraciones a apartar al bastardo Enrique del trono de Castilla. Aunque no conocemos bien el final de Men Rodríguez de Sanabria, sabemos que no fue expulsado del país en 1373 y que permaneció en la zona de Vila da Feira (en las cercanías de Oporto), villa que había recibido en junio de 1373 de manos del rey portugués, una vez que el resto de petristas abandonó el país. Lo que es seguro es que su derrota fue completa. Los portugueses abandonaron la bandera de la legitimidad por la que él tanto luchó y, para completar su fracaso, en noviembre de 1388 el rey Juan I de Castilla, hijo de aquel Enrique bastardo al que Men combatió sin descanso, entregaba a Álvar Vázquez de Losada, en compensación por los buenos servicios prestados al rey, todas las tierras de la Puebla de Sanabria y su jurisdicción, que habían pertenecido hasta ese momento a Men Rodríguez de Sanabria.

## Trascendencia posterior
La legendaria figura de Men Rodríguez de Sanabria fue recuperada del olvido en el siglo XIX por el escritor andaluz Manuel Fernández y González, quien noveló su vida en una de sus primeras obras.
Ya en el siglo XX, cuando Miguel de Unamuno visitó la tierra zamorana de Sanabria, escribió un poema dedicado al lago de Sanabria en el que habla de Men Rodríguez.